# Рајдер-Вејтов тарот шпил
Рајдер-Вејтов тарот шпил, је првобитно објављен у 1909. години, сматра се најпопуларнијим тарот шпилом за читање тарот карата. Друга имена за овај шпил су Вејт-Смит, Рајдер-Вејт-Смит или Рајдер тарот шпил. Карте је нацртала илустраторка Памела Колман Смит која је добила инструкције од академика и мистика А. Е. Вејт и оригинално су објављене од стране Рајдер Компаније. Шпил је објављен у многобројним издањима и инспирисао је широк спектар варијанти и имитација. Процењује се да је објављено преко 100 милиона примерака овог шпила у више од 20 земаља.

## Преглед
Док су слике једноставне, детаљи и позадине обилују симболима. Неке слике остају сличне онима које су пронађене у старијим шпиловима, али обухватно Вејт-Смитов дизајн карти представља значајно одступање од његових претходника. Хришћанске слике у претходним шпиловима су ублажене; на пример карта "Папа" је постала "Првосвештеник" и карта "Паписа" је постала "Првосвештеница". Малу Аркану је илустровала, са алегоријским сценама, Памела Колман Смит, где су старији шпилови (са пар ретких изузетака) имали једноставан дизајн за Малу Аркану.
На симболе и слике коришћене у шпилу је утицао мађионичар и окултиста из 19. века Елифас Леви, као и учења о Херметичком Реду Златне Зоре. Како би прилагодио астролошка значења научена од Златне Зоре, Вејт је направио пар промена у шпилу. Он је заменио редослед карата "Снага" и "Правда" тако да "Снага" представља Лава, а "Правда" представља Вагу. Такође је променио карту "Љубавници" да буде двоје људи уместо троје како би означавала Близанце.

## Објављивање
Карте су први пут објављене у децембру 1909. године од стране издавача Вилијама Рајдера & Син из Лондона. Прво издање је било веома ограничено и имало је наслоне за карте са узорком ружа и љиљана. Много веће штампање карата у марту 1910. године, одликујући се квалитетнијим картама и дизајном позадине карата са "испуцаним блатом". Ово издање често називано и "А" шпил, објављено је од 1910. до 1920. године. Рајдер је наставио да објављује шпил у различитим издањима до 1939. године, затим поново од 1971. до 1977. године.
Сва Рајдер издања до 1939. године била су доступна са малим водичем написаним од стране А.Е. Вејта, пружајући свеукупан преглед на традицију и историју иза карата, текстове о тумачењима и опширне описе њихових симбола. Прва верзија овог водича објављена је 1909. године и носила је назив Кључ Тарота. Годину дана касније, издата је ревидирана верзија, Сликовни Кључ за Тарот, које је садржала црно-беле плочице свих 78 Смитових карата.

## Статус ауторских права
У Великој Британији ауторска права на уметничко дело за шпил, истекла су 70 година након краја године у којој је Вејт умро тј. након 31. децембра 2012. године. У земљама са посмртним условима на 50 година (нпр. Аустралија, Канада итд.) ауторска права су истекла након 31. децембра 1992. године.
У Сједињеним Државама, шпил је доспео у јавно власништво 1966. године (Публикација + 28 година + обновљено 28 година), па је због тога доступан за употребу америчким уметницима у бројним различитим медијским пројектима. Амерички систем за игре име захтев за кршење ауторских права над њиховом побољшаном верзијом шпила објављеном 1971. године, али ово покрива само нови материјал додат већ постојећем раду (нпр. дизајн на позадини карата и кутији).

## Спољашне везе
- Материјал за учење повезан са Психолошком Интерпретацијом Тарота на Викиверзитету (језик: енглески)